# 二十九角形

正二十九角形

二十九角形（にじゅうきゅうかくけい、にじゅうきゅうかっけい、icosienneagon）は、多角形の一つで、29本の辺と29個の頂点を持つ図形である。内角の和は4860°、対角線の本数は377本である。

## 正二十九角形
正二十九角形においては、中心角と外角は12.413…°で、内角は167.586…°となる。一辺の長さが a の正二十九角形の面積 S は
{\displaystyle S={\frac {29}{4}}a^{2}\cot {\frac {\pi }{29}}\simeq 66.66265a^{2}}
{\displaystyle \cos(2\pi /29)}の値は、七次方程式、二次方程式を解くことにより冪根で表現される。
{\displaystyle z^{7}=1}の複素数解を {\displaystyle \sigma ,\sigma ^{2},\sigma ^{3},\sigma ^{4},\sigma ^{5},\sigma ^{6}} として
{\displaystyle \cos {\frac {2\pi }{29}}={\frac {\lambda _{1}+{\sqrt {\lambda _{1}^{2}-4\lambda _{5}}}}{4}}}
ここで {\displaystyle \lambda _{1},\lambda _{2},\lambda _{3},\lambda _{4},\lambda _{5},\lambda _{6},\lambda _{7}} は
{\displaystyle {\begin{aligned}&\lambda _{1}={\frac {-1+u_{1}+u_{2}+u_{3}+u_{4}+u_{5}+u_{6}}{7}}\,\\&\lambda _{2}={\frac {-1+u_{1}\sigma ^{6}+u_{2}\sigma ^{5}+u_{3}\sigma ^{4}+u_{4}\sigma ^{3}+u_{5}\sigma ^{2}+u_{6}\sigma }{7}}\,\\&\lambda _{3}={\frac {-1+u_{1}\sigma ^{5}+u_{2}\sigma ^{3}+u_{3}\sigma +u_{4}\sigma ^{6}+u_{5}\sigma ^{4}+u_{6}\sigma ^{2}}{7}}\,\\&\lambda _{4}={\frac {-1+u_{1}\sigma ^{4}+u_{2}\sigma +u_{3}\sigma ^{5}+u_{4}\sigma ^{2}+u_{5}\sigma ^{6}+u_{6}\sigma ^{3}}{7}}\,\\&\lambda _{5}={\frac {-1+u_{1}\sigma ^{3}+u_{2}\sigma ^{6}+u_{3}\sigma ^{2}+u_{4}\sigma ^{5}+u_{5}\sigma +u_{6}\sigma ^{4}}{7}}\,\\&\lambda _{6}={\frac {-1+u_{1}\sigma ^{2}+u_{2}\sigma ^{4}+u_{3}\sigma ^{6}+u_{4}\sigma +u_{5}\sigma ^{3}+u_{6}\sigma ^{5}}{7}}\,\\&\lambda _{7}={\frac {-1+u_{1}\sigma +u_{2}\sigma ^{2}+u_{3}\sigma ^{3}+u_{4}\sigma ^{4}+u_{5}\sigma ^{5}+u_{6}\sigma ^{6}}{7}}\,\\\end{aligned}}}
ここで {\displaystyle u_{1},u_{2},u_{3},u_{4},u_{5},u_{6}} は
{\displaystyle {\begin{aligned}&u_{1}={\sqrt[{7}]{29(3578\sigma ^{6}+666\sigma ^{5}+2717\sigma ^{4}+3764\sigma ^{3}-34\sigma ^{2}+288\sigma )}}\,\\&u_{2}={\sqrt[{7}]{29(3578\sigma ^{5}+666\sigma ^{3}+2717\sigma +3764\sigma ^{6}-34\sigma ^{4}+288\sigma ^{2})}}\,\\&u_{3}={\sqrt[{7}]{29(3578\sigma ^{4}+666\sigma +2717\sigma ^{5}+3764\sigma ^{2}-34\sigma ^{6}+288\sigma ^{3})}}\,\\&u_{4}={\sqrt[{7}]{29(3578\sigma ^{3}+666\sigma ^{6}+2717\sigma ^{2}+3764\sigma ^{5}-34\sigma +288\sigma ^{4})}}\,\\&u_{5}={\sqrt[{7}]{29(3578\sigma ^{2}+666\sigma ^{4}+2717\sigma ^{6}+3764\sigma -34\sigma ^{3}+288\sigma ^{5})}}\,\\&u_{6}={\sqrt[{7}]{29(3578\sigma +666\sigma ^{2}+2717\sigma ^{3}+3764\sigma ^{4}-34\sigma ^{5}+288\sigma ^{6})}}\,\\\end{aligned}}}

### 正二十九角形の作図
正二十九角形は定規とコンパスによる作図が不可能な図形である。
正二十九角形は折紙により作図が不可能な図形である。